# Osornophryne puruanta
Espèce
Statut de conservation UICN

 EN B1ab(iii) : En danger
Osornophryne puruanta est une espèce d'amphibiens de la famille des Bufonidae.

## Répartition
Cette espèce est endémique de la province d'Imbabura en Équateur. Elle se rencontre dans la cordillère de Pimampiro vers 3 500 m d'altitude.

## Description
Osornophryne puruanta mesure de 40,5 à 47 mm pour les femelles. Son dos est brun jaune et présente des pustules de couleur jaune sur les flancs. Sa face ventrale est brun roux avec des pustules crème. La face interne de ses pattes est rose pâle. Son iris est brun foncé avec quelques taches jaune doré.
Cette espèce est supposée être nocturne dans la mesure où, malgré de nombreuses recherches, aucun individu n'a été trouvé de jour.
La ponte comporte entre 35 et 50 œufs d'un diamètre moyen de 3 mm. Ces œufs sont supposés avoir un développement direct, comme c'est le cas d'autres espèces de ce genre.
Cette espèce se nourrit de coléoptères, hyménoptères, larves d'insectes...

## Étymologie
Son nom d'espèce, puruanta, lui a été donné en référence au lieu de sa découverte, le lac Puruanta (ou Puruhanta).

## Publication originale
- Gluesenkamp & Guayasamin, 2008 : A new species of Osornophryne (Anura: Bufonidae) from the Andean highlands of northern Ecuador. Zootaxa, vol. 1828, p. 18-28 (texte intégral).